# 史蒂夫·芬南
史提夫·芬倫（Steve Finnan，1976年4月24日—），愛爾蘭職業足球員，司職右閘，於2009年夏季由西甲重返英超加盟樸茨茅夫。

## 生平

### 球會
芬倫出生於利默裡克，後來搬到英格蘭的切爾姆斯福德。他於業餘聯賽的威靈聯（Welling United）開始其足球事業，於1995年加盟伯明翰，成為職業球員，但經過少量的出場後，他被外借至另一支職業球會諾士郡，在這裡，他於一隊成功表現自己，吸引很多高級別的球隊。
經過在1997/98年為國家效力的好表現後，富咸於1998年11月以60萬英鎊將他收購。他成為球隊正選及球迷的偶像。富咸於1999年奪得乙組聯賽冠軍及於2001年奪得甲組聯賽冠軍，升上超級聯賽。芬倫的表現十分令人留下印象，協助富咸獲得圖圖盃的參賽資格，並成為英格蘭職業足球運動員協會選出的全年最佳11人之一。富咸後來贏得圖圖盃冠軍，芬倫亦一嚐歐洲賽的味道。
在2003年的夏季，芬倫引起很多英格蘭頂級球會的興趣，最後他以490萬歐羅的價錢轉投利物浦。芬倫在晏菲路的第一季被一連串的傷患所困擾。最終利物浦以第四名完成賽季，奪得歐洲聯賽冠軍盃外圍賽的參賽資格。
在2004/05年賽季，雖然新上任的主教練賓尼迪斯引入西班牙後衛荷西美，但芬倫憑努力終成為球隊的右後衛首選，並開始獲得球迷青睞。利物浦在這個賽季的聯賽盃決賽以3-2輸給車路士。芬倫於奪得歐洲聯賽冠軍盃的決賽對著AC米蘭以正選上陣，不幸地他受了傷並於半場被換出。在2005/06年賽季，他已經成功穩佔正選一席，在賽季末利物浦贏得英格蘭足總盃，為芬倫再添一面獎牌。
雖然有新加盟的隊友艾比路亞向芬倫的正選地位作出挑戰，但在2006/07年賽季，他繼續是球隊的首選右後衛。這個賽季亦是十分成功的，因為在利物浦官方網站的投票中，很多球迷都認為他是這球季表現最好的利物浦球員之一。他參加了2007年的歐聯決賽，直至88分鐘才被艾比路亞換入。利物浦最後以2-1敗北。但在7月23日，芬倫簽下新一份3年合約，為利物浦效力至2010年。
2007/08年賽季，芬倫由於年紀漸長，加上傷患，已非利物浦的必然正選，他需與艾比路亞及加歷查爭奪右後衛的正選機會。2008年9月1日夏季轉會窗關閉前被賣到西甲的，轉會費沒有透露，簽約兩年。但傷患繼續限制芬倫的上陣機會，最終在2009年7月27日雙方同意提前解約。
2009年7月31日芬倫返回英超加盟樸茨茅夫，簽約一年，填補離隊加盟利物浦的格連·莊臣的席位。
2010年9月4日，芬倫應加歷查的邀請，組成利物浦明星隊並返回利物浦的主場晏菲路為慈善紀念賽作賽。

### 國家隊
芬倫於2000年由愛爾蘭21歲以下國家隊成員提升至大國腳，在對著希臘的比賽入替受傷的卡爾。雖然他於英格蘭長大，但他對自己身為愛爾蘭人十分驕傲，他在很多訪問中亦都提到。
他於2002年世界盃外圍賽成為愛爾蘭的正選，於2001年9月對著荷蘭的比賽時，助攻予麥卡迪亞入球，令到愛爾蘭以1-0勝出。他於愛爾蘭在2002年世界盃的4場比賽均有出場。可是受傷卻令到未能協助愛爾蘭進入2004年歐洲國家盃，他亦都是2006年世界盃外圍賽的正選。

### 個人生活
芬倫於2005年8月涉嫌危險駕駛導致他人死亡被捕，據報道，他涉及一宗車禍並令一名老人家在3個星期後死亡，車禍於2005年1月27日在利物浦發生。芬倫後來因為欠缺證據而獲釋。

## 軼事
2006年12月，英國廣播公司（BBC）的體育節目「最後入球」（Final Score）宣佈芬倫乃近代英國聯賽球員中，唯一參與過英格蘭所有組別聯賽(由英超至地區聯賽)的球員。

## 個人榮譽
諾士郡
- 丙組〈第4級〉聯賽：1997/98年；

富咸
- 乙組〈第3級〉聯賽：1998/99年；
- 甲組〈第2級〉聯賽：2000/01年；
- 圖圖盃：2002年；

利物浦
- 歐洲聯賽冠軍盃：2004/05年；
- 歐洲超級盃：2005年；
- 英格蘭足總盃：2006年；
- 英格蘭社區盾：2006年；

## 外部連結
- 足球数据库：芬倫的球员统计数据
- 利物浦官方網頁 芬倫資料
- BBC Sport 芬倫資料（页面存档备份，存于）
- Reds Star Finnan Arrested（页面存档备份，存于）
- Finnan avoids prosecution（页面存档备份，存于）